# Campionato panamericano maschile di pallamano 2012
Il Campionato panamericano maschile di pallamano 2012 è stata la 15ª edizione del torneo organizzato dalla Pan-American Team Handball Federation, valido anche come qualificazione al Campionato mondiale maschile di pallamano 2013. Il torneo si è svolto dal 18 al 24 giugno 2012 a Buenos Aires, in Argentina. L'Argentina ha vinto il titolo per la quinta volta, la seconda consecutiva, battendo in finale il Brasile.

## Regolamento
Le 9 squadre partecipanti sono state divise in due gruppi rispettivamente di 5 e 4 squadre. Le prime due classificate si sono qualificate per la fase finale.

Le prime tre squadre della classifica finale si sono qualificate per il Campionato mondiale maschile di pallamano 2013.

## Fase a gironi

### Gruppo A
| Squadra     | P.ti | G | V | N | P | F   | S   | DR  |
| ----------- | ---- | - | - | - | - | --- | --- | --- |
| Argentina   | 7    | 4 | 3 | 1 | 0 | 127 | 69  | +58 |
| Cile        | 7    | 4 | 3 | 1 | 0 | 123 | 95  | +28 |
| Groenlandia | 4    | 4 | 2 | 0 | 2 | 123 | 117 | +6  |
| Stati Uniti | 2    | 4 | 1 | 0 | 3 | 102 | 132 | -30 |
| Venezuela   | 0    | 4 | 0 | 0 | 4 | 103 | 165 | -62 |

| Buenos Aires 18 giugno 2012, ore 18:00 UTC-3 | Argentina | 33 – 13 (18-4) | Stati Uniti | Polideportivo de Almirante Brown |

| Buenos Aires 18 giugno 2012, ore 20:00 UTC-3 | Cile | 31 – 28 (14-14) | Groenlandia | Polideportivo de Almirante Brown |

| Buenos Aires 19 giugno 2012, ore 18:00 UTC-3 | Cile | 34 – 25 (20-13) | Venezuela | Polideportivo de Almirante Brown |

| Buenos Aires 19 giugno 2012, ore 21:00 UTC-3 | Groenlandia | 18 – 24 (8-10) | Argentina | Polideportivo de Almirante Brown |

| Buenos Aires 20 giugno 2012, ore 19:00 UTC-3 | Stati Uniti | 43 – 28 (24-16) | Venezuela | Polideportivo de Almirante Brown |

| Buenos Aires 20 giugno 2012, ore 21:00 UTC-3 | Argentina | 23 – 23 (10-13) | Cile | Polideportivo de Almirante Brown |

| Buenos Aires 21 giugno 2012, ore 18:00 UTC-3 | Argentina | 47 – 15 (27-7) | Venezuela | Polideportivo de Almirante Brown |

| Buenos Aires 21 giugno 2012, ore 20:00 UTC-3 | Stati Uniti | 27 – 36 (15-15) | Groenlandia | Polideportivo de Almirante Brown |

| Buenos Aires 22 giugno 2012, ore 16:00 UTC-3 | Groenlandia | 41 – 35 (20-14) | Venezuela | Polideportivo de Almirante Brown |

| Buenos Aires 22 giugno 2012, ore 18:00 UTC-3 | Stati Uniti | 19 – 35 (7-22) | Cile | Polideportivo de Almirante Brown |

### Gruppo B
| Squadra  | P.ti | G | V | N | P | F   | S  | DR  |
| -------- | ---- | - | - | - | - | --- | -- | --- |
| Brasile  | 6    | 3 | 3 | 0 | 0 | 118 | 39 | +79 |
| Uruguay  | 4    | 3 | 2 | 0 | 1 | 67  | 71 | -4  |
| Paraguay | 2    | 3 | 1 | 0 | 2 | 49  | 80 | -31 |
| Messico  | 0    | 3 | 0 | 0 | 3 | 41  | 85 | -44 |

| Buenos Aires 19 giugno 2012, ore 14:00 UTC-3 | Paraguay | 11 – 39 (4-23) | Brasile | Polideportivo de Almirante Brown |

| Buenos Aires 19 giugno 2012, ore 16:00 UTC-3 | Uruguay | 26 – 13 (15-4) | Messico | Polideportivo de Almirante Brown |

| Buenos Aires 20 giugno 2012, ore 15:00 UTC-3 | Paraguay | 16 – 25 (10-12) | Uruguay | Polideportivo de Almirante Brown |

| Buenos Aires 20 giugno 2012, ore 17:00 UTC-3 | Messico | 12 – 37 (8-14) | Brasile | Polideportivo de Almirante Brown |

| Buenos Aires 21 giugno 2012, ore 14:00 UTC-3 | Messico | 16 – 22 (9-13) | Paraguay | Polideportivo de Almirante Brown |

| Buenos Aires 21 giugno 2012, ore 16:00 UTC-3 | Brasile | 42 – 16 (19-9) | Uruguay | Polideportivo de Almirante Brown |

## Fase finale

### Tabellone principale
|  | Semifinali | Semifinali | Semifinali |         |           | Finale          | Finale          | Finale          |  |
|  |            |            |            |         |           |                 |                 |                 |  |
|  | Argentina  | Argentina  | 28         |         |           |                 |                 |                 |  |
|  | Argentina  | Argentina  | 28         |         |           |                 |                 |                 |  |
|  | Uruguay    | Uruguay    | 13         |         |           |                 |                 |                 |  |
|  | Uruguay    | Uruguay    | 13         |         | Argentina | Argentina       | 22              |                 |  |
|  |            |            |            |         | Argentina | Argentina       | 22              |                 |  |
|  |            |            | Brasile    | Brasile | 21        |                 |                 |                 |  |
|  | Brasile    | Brasile    | Brasile    | Brasile | 21        | 35              |                 |                 |  |
|  | Brasile    | Brasile    |            |         |           | 35              |                 |                 |  |
|  | Cile       | Cile       | 33         |         |           | Finale 3º posto | Finale 3º posto | Finale 3º posto |  |
|  | Cile       | Cile       | 33         |         |           |                 |                 |                 |  |
|  |            |            |            |         |           |                 |                 |                 |  |
|  |            |            |            |         |           | Uruguay         | Uruguay         | 27              |  |
|  |            |            |            |         |           | Uruguay         | Uruguay         | 27              |  |
|  |            |            |            |         |           | Cile            | Cile            | 37              |  |

### Semifinali
| Buenos Aires 23 giugno 2012, ore 13:00 UTC-3 | Argentina | 28 – 13 (14-7) | Uruguay | Polideportivo de Almirante Brown |

| Buenos Aires 23 giugno 2012, ore 15:00 UTC-3 | Brasile | 35 – 33 (20-14) | Cile | Polideportivo de Almirante Brown |

### Incontri 7º/9º posto
| Buenos Aires 23 giugno 2012, ore 19:00 UTC-3 | Venezuela | 28 – 23 (12-8) | Messico | Polideportivo de Almirante Brown |

| Buenos Aires 24 giugno 2012, ore 9:00 UTC-3 | Stati Uniti | 33 – 17 (15-10) | Messico | Polideportivo de Almirante Brown |

### Finale 5º posto
| Buenos Aires 23 giugno 2012, ore 17:00 UTC-3 | Groenlandia | 38 – 19 (20-11) | Paraguay | Polideportivo de Almirante Brown |

### Finale 3º posto
| Buenos Aires 24 giugno 2012, ore 11:00 UTC-3 | Uruguay | 27 – 37 (12-16) | Cile | Polideportivo de Almirante Brown |

### Finalissima
| Buenos Aires 24 giugno 2012, ore 13:00 UTC-3 | Argentina | 22 – 21 (12-12) | Brasile | Polideportivo de Almirante Brown |

## Campione
ARGENTINA
(5º titolo)

## Classifica finale
|  | Campione panamericano, qualificata al Campionato mondiale maschile di pallamano 2013. |
|  | Qualificata al Campionato mondiale maschile di pallamano 2013.                        |

| Pos.    | Nazione     |
| ------- | ----------- |
| Oro     | Argentina   |
| Argento | Brasile     |
| Bronzo  | Cile        |
| 4       | Uruguay     |
| 5       | Groenlandia |
| 6       | Paraguay    |
| 7       | Stati Uniti |
| 8       | Venezuela   |
| 9       | Messico     |